# Catocala confusa
Catocala confusa là một loài bướm đêm trong họ Erebidae.